# صباح محمود شحاتة
صباح محمود عبد العزيز شحاتة ممثلة مصرية، قدمت تحت أكثر من أسم، مرة باسم صباح محمود، ومرة صباح عبد العزيز، وصباح شحاتة، غير أن الإسم الأول الأكثر شهرة.

## حياتها ومسيرتها
صباح محمود عبد العزيز شحاتة بدأت مشوارها الفني في منتصف الثمانينيات بأدوار ثانوية، ظهرت في عدد كبير من الأفلام من خلال أدوار صغيرة، إلي أن حصلت علي بطولة مطلقة في فيلم بيت القاصرات.

## أعمالها[10]
2019 - فيلم
مولد وصاحبه غايب
2015 - مسلسل
القاصرات
2013 - مسلسل
جدار القلب
2008 - مسلسل
رجل غني .. فقير جداً
2007 - مسلسل
اسلحة دمار شامل
2006 - مسلسل
العندليب: حكاية شعب
2006 - مسلسل
صباح
ريا وسكينة
2005 - مسلسل
أم السعد
طعمية بالكافيار
2005 - مسلسل - سيت كوم
أوراق مصرية ج3
2004 - مسلسل
سونيا
الحقيقة والسراب
2003 - مسلسل
عاصفة الشك
2003 - مسلسل
ملك روحي
2003 - مسلسل
مندور وعزيزة
2003 - فيلم
الإمبراطور
2002 - مسلسل
جراح العمر
2002 - مسلسل
فارس بلا جواد
2002 - مسلسل
صراع الأقوياء
2001 - مسلسل
عنبر والألوان
2001 - فيلم
أوان الورد
2000 - مسلسل
بونو بونو
2000 - فيلم
الغانية
تحت الربع بجنيه وربع
2000 - فيلم
دموع الرجال
2000 - مسلسل
ناس من زمن فات
2000 - مسلسل
يمين طلاق
2000 - فيلم
الاعصار
1999 - مسلسل
الإمبراطورة
1999 - فيلم
زوجة سوكا - الخائنة
الرجل الآخر
1999 - مسلسل
ممرضة
العين إللي صابت
1999 - سهرة تليفزيونية
الليالي المرعبة
1999 - سهرة تليفزيونية
أمواج الغضب
1999 - فيلم
مساعدة نعناعة
حرث الدنيا
1999 - مسلسل
سامحوني ماكنش قصدي
1999 - مسلسل
ع الحلوة والمرة
1999 - مسلسل
مسعود آخر الشهر
1999 - سهرة تليفزيونية
نور ونار
1999 - فيلم
ولد وبنت وشايب
1999 - سهرة تليفزيونية
الحب وأحكامه
1998 - سهرة تليفزيونية
اليافطة
1998 - فيلم
مضيفة الكازينو
توماتيكي
1998 - سهرة تليفزيونية
حبشي في الهواء الطلق
1998 - مسلسل
دهب قشرة
1998 - مسلسل
يا عزيزي كلنا لصوص
1998 - مسلسل
يوم عسل يوم بصل
1998 - مسلسل
موظفة بالضرائب
يوميات ونيس ج5
1998 - مسلسل
الحاوي
1997 - مسلسل
حسن اللول
1997 - فيلم
ثريا راغب المنشاوي
عباسية واحد
1997 - مسلسل
سعدية
عندما تضحك الأوتار
1997 - مسلسل
عوضين وإمبراطورية عين
1997 - مسلسل
فرط الرمان
1997 - مسلسل
قلوب في العاصفة
1997 - مسلسل
أبو العلا ٩٠
1996 - مسلسل
إنصاف
أحلام الغروب
1996 - مسلسل
الموعد
1996 - مسلسل
أولاد حضرة الناظر
1996 - مسلسل
بهوات آخر زمن
1996 - فيلم
حكايات مستر أيوب ومسز عنايات
1996 - مسلسل
ساكن قصادي ج2
1996 - مسلسل
طريق الأحلام
1996 - مسلسل
عدل الأيام
1996 - مسلسل
لن أعيش في جلباب أبي
1996 - مسلسل
صديقة ميرفت
الناس الطيبين
1995 - مسلسل
طريق الشر
1995 - فيلم
ماكنش العشم
1995 - فيلم
سر الأرض
1994 - مسلسل
سواق الهانم
1994 - فيلم
زينب
صيد وصياد
1994 - سهرة تليفزيونية
عمر بن عبدالعزيز
1994 - مسلسل
ليلة القتل
1994 - فيلم
وحوش أليفة
1994 - سهرة تليفزيونية
ونسيت أني امرأة
1994 - فيلم
الذئب
1993 - فيلم
السايس
1993 - فيلم
سفينة الحب والعذاب
1993 - فيلم
على الهامش
1993 - سهرة تليفزيونية
كروانة
1993 - فيلم
ليل ورجال
1993 - فيلم
مستر كاراتيه
1993 - فيلم
صاحبة السيارة العصبية
يوم حار جدا
1993 - فيلم
يوميات فكري أباظة (حواديت فكري أباظة)
1993 - مسلسل
استقالة جابر
1992 - فيلم
الستات
1992 - فيلم
فاطمة
العرضحالجي
1992 - مسلسل
امرأة آيلة للسقوط
1992 - فيلم
بيت العيلة
1992 - مسلسل
درب البهلوان
1992 - فيلم
علي عليوة
1992 - مسلسل
كفر الطماعين
1992 - فيلم
أخت إبراهيم
ننوسه
1992 - فيلم
راقصة
اللعبة المجنونة
1991 - مسلسل
المزاج
1991 - فيلم
المفسدون
1991 - فيلم
خبطة العمر
1991 - فيلم
الشغاله
رجل آيل للسقوط
1991 - مسلسل
شياطين المدينة
1991 - فيلم
صائد الجبابرة
1991 - فيلم
نور العيون
1991 - فيلم
ولدي
1991 - مسلسل
أحلام في الهواء
1990 - مسلسل
الأغبياء الثلاثة
1990 - فيلم
الإمبراطور
1990 - فيلم
ضيفة بالحفل
البعض يتسلّق الهرم
1990 - مسلسل
السقوط
1990 - فيلم
الملك لله
1990 - فيلم
الممرضة
امرأة ضلت الطريق
1990 - فيلم
تحت الصفر
1990 - فيلم
تذكرة داوود
1990 - سهرة تليفزيونية
الممرضة
ثلاثة على واحد
1990 - فيلم
سعيدة
جنان في جنان
1990 - فيلم
حالة مراهقة
1990 - فيلم
حنفي الأبهة
1990 - فيلم
عشش الترجمان
1990 - فيلم
كباب ولكن
1990 - فيلم
ليلة عسل
1990 - فيلم
مخلوق اسمه المرأة
1990 - مسلسل
مغامرات رشا
1990 - فيلم
مواقف ساخرة
1990 - مسلسل
مولد وصاحبه غايب
1990 - فيلم
نقطة تحول
1990 - مسلسل
أحلام في الظهيرة
1989 - مسلسل
اغتصاب
1989 - فيلم
الحب وسنينه
1989 - مسلسل
الرياح قادمة
1989 - سهرة تليفزيونية
إنه قدري
1989 - فيلم
بنات زينب
1989 - مسلسل
بيان رسمي
1989 - سهرة تليفزيونية
حارة الحبايب
1989 - فيلم
زوجة محمود
حارة برجوان
1989 - فيلم
عاملة بالمصبغة
دعوة للحياة
1989 - مسلسل
طيور الزمن الجريح
1989 - مسلسل
ابتسامة في نهر الدموع
1988 - فيلم
إحدى المدعوات
الغرفة 619
1988 - سهرة تليفزيونية
الفدّان الأخير
1988 - مسلسل
امرأة للأسف
1988 - فيلم
أنا وأنت وساعات السفر
1988 - فيلم
تحدي الأشرار
1988 - فيلم
خطة بعيدة المدى
1988 - فيلم
رأفت الهجان ج1
1988 - مسلسل
كيتي
ملف سامية شعراوي
1988 - فيلم
نشاطركم الأفراح
1988 - فيلم
الزوجة أول من يعلم
1987 - مسلسل
السادة الرجال
1987 - فيلم
موظفة البنك
حارة الجوهري
1987 - فيلم
منى
شاهد إثبات
1987 - فيلم
من الصحفيين
عودة الماضي
1987 - فيلم
غابة من الرجال
1987 - فيلم
السكرتيرة
لعدم كفاية الأدلة
1987 - فيلم
سعدية
لقاء في شهر العسل
1987 - فيلم
راقصة
نوارة والوحش
1987 - فيلم
الزيارة الأخيرة
1986 - فيلم
من صديقات سعاد في المصنع
الظلال
1986 - مسلسل
امراة مطلقة
1986 - فيلم
دموع الشيطان
1986 - فيلم
عصمت
سري للغاية
1986 - فيلم
طابور الجمعية
ملف في الآداب
1986 - فيلم
من الحضور بالمحكمة
الاسطى الدكتور
1985 - سهرة تليفزيونية
برديس
1985 - مسلسل
حكايات هو وهي
1985 - مسلسل
سنوات الخطر
1985 - فيلم
مدرسة الفصل
شيطان من عسل
1985 - فيلم
الممرضة
علي بيه مظهر و٤٠ حرامي
1985 - فيلم
عضوة النادي
لست مجرماً
1985 - فيلم
صباح
وأدرك شهريار الصباح
1985 - مسلسل
من بنات النادي
الثعلب والعنب
1984 - فيلم
أمينة
بيت القاصرات
1984 - فيلم
غابة من الأسمنت
1984 - مسلسل
غداَ تتفتح الزهور
1984 - مسلسل
لمن يهمه الأمر
1984 - مسلسل
رحلة عيون
1983 - فيلم
نوارة
1983 - سهرة تليفزيونية
نسيج العنكبوت
1982 - مسلسل
كوكب
1980 - سهرة تليفزيونية
اعلام وراثة
0 - سهرة تليفزيونية
الاختيار المر
0 - سهرة تليفزيونية
الزهور تملأ الحديقة
0 - سهرة تليفزيونية
الساعات الاخيرة
0 - سهرة تليفزيونية
الست عيشه
0 - سهرة تليفزيونية
السيد الخادم
0 - سهرة تليفزيونية
الفراشتان والنور
0 - سهرة تليفزيونية
أم طفل مريض في المستشفى
الكرباج
0 - سهرة تليفزيونية
الناس والخوف
0 - سهرة تليفزيونية
ثلاجة بالتقسيط المريح
0 - سهرة تليفزيونية
حذاء السيد قشطة
0 - سهرة تليفزيونية
حكاية سلامة
0 - مسلسل
حلة برستو
0 - سهرة تليفزيونية
دعوة أم
0 - سهرة تليفزيونية
عيد زواج
0 - سهرة تليفزيونية
كان ولم يزل
0 - سهرة تليفزيونية
راكبه
كل عام وانتم بخير
0 - سهرة تليفزيونية
موعد مع الزمان
0 - سهرة تليفزيونية
يعملوها الكبار